# 男權的神話
男權的神話（The Myth of Male Power: Why Men are the Disposable Sex）是沃伦·法雷尔於1993年出版的一本书，作者在书中指出，人们普遍认为男人拥有过大的社会和经济权力，但這其實是错误的，男人在许多方面都处于弱势。男權的神話這本書被认为是男权运动的標桿，并被翻译成多种语言，包括德语和意大利语。